# Blueberry Hill/Tutti frutti
Blueberry Hill/Tutti frutti è il secondo singolo del cantante italiano Adriano Celentano con Eraldo Volontè and His Rockers, pubblicato nel 1958.

## Descrizione
Come il precedente, anche questo singolo venne pubblicato nella primavera del 1958 dopo poche settimane, e anche questo contiene due cover di brani di rock'n'roll americani. Il lato A contiene una versione di Blueberry Hill, brano scritto da Vincent Rose, Al Lewis e Larry Stock; la canzone era stata un grande successo nel 1941 sia nell'incisione di Glenn Miller che in quella di Gene Autry, divenendo uno dei più popolari motivi americani con moltissime cover; nel 1956 Fats Domino l'aveva fatta diventare un successo mondiale: ed è appunto a questa versione che si rifà l'incisione di Celentano.
Sul lato B  compare invece Tutti frutti scritta da Little Richard, La Bostrie e Joe Lubin. Come per tutte le altre cover, Celentano non si discosta molto dalla registrazione originale. 
Sia Blueberry hill che Tutti frutti verranno rieseguiti da Celentano in più occasioni, sia in concerto che nel corso di spettacoli televisivi, e Blueberry Hill verrà anche reincisa nel 1981 nell'album Deus in italiano con il titolo L'estate è già qui.
I due brani come i due del singolo precedente vennero incisi durante il provino effettuato da Celentano alle Officine Zanibelli, studio di registrazione della casa discografica, in corso Lodi (zona Corvetto).
Come tutti i singoli del primo periodo di Celentano, anche questo non ebbe successo e divenne una rarità; entrambi i brani non verranno inseriti negli album che Celentano pubblicherà con la casa discografica Jolly.
Questi due brani, insieme ai due del disco precedente, Rip it up e Jailhouse rock, vennero pubblicati a ottobre dello stesso anno nel primo EP di Celentano, inciso sempre per la Music (EPM 10123).

## Tracce
Lato A
1. Blueberry Hill (testo: Al Lewis, Larry Stock – musica: Vincent Rose)

Lato B
1. Tutti Frutti (testo: Dorothy La Bostrie, Richard Wayne Penniman – musica: Richard Wayne Penniman)

## Formazione
- Eraldo Volonté & His Rockers